# Liste von Persönlichkeiten der Gemeinde Hünxe
Diese Liste von Persönlichkeiten der Gemeinde Hünxe umfasst die Bürgermeister, Ehrenbürger, Söhne und Töchter der Stadt sowie weitere Persönlichkeiten mit Bezug zur Stadt.

## Bürgermeister
- 2015–: Dirk Buschmann (parteilos)
- 1999–2015: Hermann Hansen (parteilos)
- 1994–1999: Wilhelm Pillekamp (CDU)
- 1979–1994: Reinhold Peters (SPD)

## In der Gemeinde Hünxe geborene Persönlichkeiten
- Heinrich Niem (1906–1944), Politiker (NSDAP)
- Reimar Gilsenbach (1925–2001), Schriftsteller, Umwelt- und Menschenrechtsaktivist
- Gabriele Cirener (* 1966), Richterin am deutschen Bundesgerichtshof

## Bekannte Einwohner und mit Hünxe verbundene Persönlichkeiten
- Christian Nonne (1785–1853), Theologe und Dichter, 1808–1815 Pfarrer in Drevenack
- Erich Bockemühl (1885–1968), Lehrer und Organist in Drevenack
- Otto Pankok (1893–1966), Maler, Graphiker und Bildhauer, mit Hulda Pankok verheiratet, lebte in Drevenack
- Hulda Pankok (1895–1985), Journalistin und Verlegerin, mit Otto Pankok verheiratet
- August Oppenberg (1896–1971), Maler, lebte während des Zweiten Weltkriegs in Drevenack
- Alfred Grimm (* 1943), Objektkünstler, Maler und Zeichner, lebt in Hünxe
- Jessica Kürten (* 1969), Springreiterin, lebt in Hünxe
- Esther Stahl (* 1980), Volleyballspielerin, spielte für den STV Hünxe
- Linda Dallmann (* 1994), Fußballspielerin, spielte für den STV Hünxe